# دونالد ریچی
 دونالد ریچی (انگلیسی: Donald Richie؛ ۱۷ آوریل ۱۹۲۴ – ۱۹ فوریهٔ ۲۰۱۳) یک نویسنده اهل ایالات متحده آمریکا بود که بیشتر درباره مردم ژاپن، فرهنگ ژاپنی و به‌خصوص سینمای ژاپن می‌نوشت. او اگرچه خودش را یک تاریخ‌شناس سینما می‌دانست اما چند فیلم تجربی هم ساخته است.